# Dimos Nafplio
Dimos Nafplio (Nafplio) är en kommun i Grekland.   Den ligger i prefekturen Nomós Argolídos och regionen Peloponnesos, i den sydöstra delen av landet, 80 km sydväst om huvudstaden Aten. Antalet invånare är 31 607.